# Науруански език
Науруанският език (dorerin Naoero) е австронезийски език, говорен от около 6000 души в Науру.